# Saltos ornamentais no Campeonato Mundial de Esportes Aquáticos de 2019 - Plataforma 10 m individual masculino
A prova da plataforma 10 m individual masculino dos saltos ornamentais no Campeonato Mundial de Esportes Aquáticos de 2019 foi realizada entre os dias 19 de julho e 20 de julho, em Gwangju, na Coreia do Sul. 

## Calendário
Horário local (UTC+9). 
| Fase              | Data        | Hora  |
| ----------------- | ----------- | ----- |
| Rodada preliminar | 19 de julho | 10:00 |
| Semifinal         | 19 de julho | 15:30 |
| Final             | 20 de julho | 20:45 |

## Medalhistas
| Ouro            | Prata          | Bronze                 |
| Yang Jian (CHN) | Yang Hao (CHN) | Aleksandr Bondar (RUS) |

## Resultados
Esses foram os resultados da competição.
| Pos.              | Saltador             | Nacionalidade        | Preliminar | Preliminar | Semifinal     | Semifinal     | Final         | Final         |
| Pos.              | Saltador             | Nacionalidade        | Pontos     | Pos.       | Pontos        | Pos.          | Pontos        | Pos.          |
| ----------------- | -------------------- | -------------------- | ---------- | ---------- | ------------- | ------------- | ------------- | ------------- |
| Medalha de ouro   | Yang Jian            | China                | 530.10     | 1          | 573.35        | 1             | 598.65        | 1             |
| Medalha de prata  | Yang Hao             | China                | 503.20     | 3          | 572.30        | 2             | 585.75        | 2             |
| Medalha de bronze | Aleksandr Bondar     | Rússia               | 483.55     | 5          | 426.60        | 10            | 541.05        | 3             |
| 4                 | Oleksii Sereda       | Ucrânia              | 446.95     | 8          | 476.30        | 7             | 490.50        | 4             |
| 5                 | Benjamin Auffret     | França               | 473.70     | 6          | 469.20        | 8             | 489.20        | 5             |
| 6                 | Woo Ha-ram           | Coreia do Sul        | 485.15     | 4          | 493.90        | 4             | 477.25        | 6             |
| 7                 | Tom Daley            | Reino Unido          | 514.60     | 2          | 505.40        | 3             | 470.35        | 7             |
| 8                 | Brandon Loschiavo    | Estados Unidos       | 401.40     | 12         | 433.70        | 9             | 470.10        | 8             |
| 9                 | Cassiel Rousseau     | Austrália            | 393.95     | 17         | 416.80        | 12            | 455.35        | 9             |
| 10                | Noah Williams        | Reino Unido          | 406.45     | 11         | 480.50        | 6             | 440.95        | 10            |
| 11                | Vincent Riendeau     | Canadá               | 408.20     | 10         | 421.00        | 11            | 440.70        | 11            |
| 12                | David Dinsmore       | Estados Unidos       | 436.95     | 9          | 483.60        | 5             | 438.15        | 12            |
| 13                | Isaac Filho          | Brasil               | 397.90     | 14         | 404.50        | 13            | Não avançaram | Não avançaram |
| 14                | Igor Mialin          | Rússia               | 398.50     | 13         | 403.60        | 14            | Não avançaram | Não avançaram |
| 15                | Rafael Quintero      | Porto Rico           | 397.65     | 15         | 382.30        | 15            | Não avançaram | Não avançaram |
| 16                | Iván García          | México               | 469.55     | 7          | 368.80        | 16            | Não avançaram | Não avançaram |
| 17                | Lou Massenberg       | Alemanha             | 394.75     | 16         | 365.70        | 17            | Não avançaram | Não avançaram |
| 18                | Kevin Berlín         | México               | 390.80     | 18         | 361.85        | 18            | Não avançaram | Não avançaram |
| 19                | Sebastián Villa      | Colômbia             | 381.35     | 19         | Não avançaram | Não avançaram | Não avançaram | Não avançaram |
| 20                | Bryden Hattie        | Canadá               | 379.30     | 20         | Não avançaram | Não avançaram | Não avançaram | Não avançaram |
| 21                | Timo Barthel         | Alemanha             | 366.50     | 21         | Não avançaram | Não avançaram | Não avançaram | Não avançaram |
| 22                | Vinko Paradzik       | Suécia               | 365.90     | 22         | Não avançaram | Não avançaram | Não avançaram | Não avançaram |
| 23                | Nikolaos Molvalis    | Grécia               | 346.70     | 23         | Não avançaram | Não avançaram | Não avançaram | Não avançaram |
| 24                | Maicol Verzotto      | Itália               | 346.20     | 24         | Não avançaram | Não avançaram | Não avançaram | Não avançaram |
| 25                | José Ruvalcaba       | República Dominicana | 341.20     | 25         | Não avançaram | Não avançaram | Não avançaram | Não avançaram |
| 26                | Oleh Serbin          | Ucrânia              | 339.10     | 26         | Não avançaram | Não avançaram | Não avançaram | Não avançaram |
| 27                | Víctor Ortega        | Colômbia             | 339.05     | 27         | Não avançaram | Não avançaram | Não avançaram | Não avançaram |
| 28                | Oscar Ariza          | Venezuela            | 334.50     | 28         | Não avançaram | Não avançaram | Não avançaram | Não avançaram |
| 29                | Youssef Ezzat        | Egito                | 328.65     | 29         | Não avançaram | Não avançaram | Não avançaram | Não avançaram |
| 30                | Jellson Jabillin     | Malásia              | 327.40     | 30         | Não avançaram | Não avançaram | Não avançaram | Não avançaram |
| 31                | Yoan Meriño          | Cuba                 | 326.85     | 31         | Não avançaram | Não avançaram | Não avançaram | Não avançaram |
| 32                | Jonathan Shan        | Singapura            | 322.85     | 32         | Não avançaram | Não avançaram | Não avançaram | Não avançaram |
| 33                | Siddharth Pardeshi   | Índia                | 319.60     | 33         | Não avançaram | Não avançaram | Não avançaram | Não avançaram |
| 34                | Riccardo Giovannini  | Itália               | 319.30     | 34         | Não avançaram | Não avançaram | Não avançaram | Não avançaram |
| 35                | Vladimir Harutyunyan | Armênia              | 318.70     | 35         | Não avançaram | Não avançaram | Não avançaram | Não avançaram |
| 36                | Carlos Ramos         | Cuba                 | 312.60     | 36         | Não avançaram | Não avançaram | Não avançaram | Não avançaram |
| 37                | Kawan Pereira        | Brasil               | 309.15     | 37         | Não avançaram | Não avançaram | Não avançaram | Não avançaram |
| 38                | Kim Yeong-taek       | Coreia do Sul        | 298.40     | 38         | Não avançaram | Não avançaram | Não avançaram | Não avançaram |
| 39                | Lev Sargsyan         | Armênia              | 296.10     | 39         | Não avançaram | Não avançaram | Não avançaram | Não avançaram |
| 40                | Nathan Brown         | Nova Zelândia        | 293.80     | 40         | Não avançaram | Não avançaram | Não avançaram | Não avançaram |
| 41                | Constantin Popovici  | Roménia              | 292.70     | 41         | Não avançaram | Não avançaram | Não avançaram | Não avançaram |
| 42                | Cătălin Cozma        | Roménia              | 287.95     | 42         | Não avançaram | Não avançaram | Não avançaram | Não avançaram |
| 43                | Athanasios Tsirikos  | Grécia               | 286.20     | 43         | Não avançaram | Não avançaram | Não avançaram | Não avançaram |
| 44                | Conrad Lewandowski   | Tailândia            | 283.55     | 44         | Não avançaram | Não avançaram | Não avançaram | Não avançaram |
| 45                | Mohab Ishak          | Egito                | 271.00     | 45         | Não avançaram | Não avançaram | Não avançaram | Não avançaram |
| 46                | Thitipoom Marksin    | Tailândia            | 269.00     | 46         | Não avançaram | Não avançaram | Não avançaram | Não avançaram |
| 47                | Frandiel Gómez       | República Dominicana | 220.45     | 47         | Não avançaram | Não avançaram | Não avançaram | Não avançaram |